# Komir
Komir, né vers 1973 et mort en juin 2000, est un hippopotame amphibie du zoo de Bordeaux Pessac. Il se fait connaître à partir de 1976 en tant qu'animal vedette de la ménagerie, et surtout en 1999 quand il tue le fondateur et propriétaire du zoo, Jean Ducuing, avec lequel il avait jusque-là développé une relation spéciale.
Komir est réputé avoir attaqué son maître par jalousie envers le nouveau tracteur de celui-ci.

## Biographie

### Les débuts
Komir appartient d'abord au cirque Jean Richard. Ses dresseurs allemands le baptisent ainsi en référence à l'expression « komm hier, komm hier » (« viens ici, viens ici » en français). En 1976, quand Jean Ducuing fonde le zoo de Bordeaux Pessac, il acquiert l'hippopotame âgé d'environ trois ans qui devient son animal fétiche. Jean et Komir développe une relation rare entre un être humain et un hippopotame. Les deux partagent la vedette sur les affiches de promotion du zoo, Komir la gueule grande ouverte et Jean qui y engouffre la tête. Il laisse même sa fille jouer avec l'animal,.
Pendant vingt-trois ans, Komir fait les beaux jours du parc. Il a tendance à quitter son enclos, le muret et la clôture électrifiée étant trop peu pour l'arrêter, mais quelques graines et surtout la voix de son maître suffisent à le rappeler dans son abri. Jean Ducuing est familier de la bête : il lui parle, lui donne des tapes amicales sur le dos ou sur la tête, lui ouvre la gueule de ses propres mains.

### L'attaque
Le 1er novembre 1999, jour de la Toussaint, une fois de plus Komir s'échappe. Il arpente les allées au milieu des quelques visiteurs. Jean Ducuing, qui est à bicyclette, s'approche pour l'interpeller comme il l'a déjà fait par le passé mais ce jour-là, l'hippopotame ne réagit pas comme prévu. Il fonce sur l'homme, le mord et le secoue par la tête. Le chef animalier, Bruno Mourguès, intervient et frappe Komir à coups de fourche et de barre de fer mais il est déjà trop tard quand l'animal lâche prise. Les pompiers appelés sur place constatent le décès, tandis que Komir a été ramené de force dans son enclos par ses soigneurs.
L'entourage de Jean Ducuing attribue l'attaque à la jalousie que le cétartiodactyle aurait développé envers un tracteur. En effet, quelques semaines avant le drame, Jean avait fait l'acquisition d'un tel engin et passait beaucoup de temps avec, chose que Komir n'aurait pas acceptée. Le jour fatidique, Jean avait circulé à bord dans et autour de l'enclos de l'hippopotame. Il venait de garer le tracteur au local technique quand l'imposant animal de plusieurs tonnes est venu à sa rencontre. Plus vraisemblablement, Komir aurait pu être insupporté par le bruit du moteur.

### Les suites
Jean Ducuing est inhumé à Bègles. Ses proches, et surtout son épouse Monique, souhaitent que l'hippopotame soit gardé en vie, mais le fait qu'il puisse quitter son enclos à volonté met en lumière les problèmes de sécurité du parc, d'autant plus qu'il n'était pas le seul : les trois orangs-outans en faisaient autant. Komir reste confiné dans son abri de nuit dont il ne sort pas, « comme s'il avait compris », d'après un familier du parc. Son image disparaît des publicités. Afin de pouvoir recevoir à nouveau des visiteurs, le parc engage une nouvelle directrice titulaire des certifications requises et met en œuvre les travaux nécessaires. Il rouvre le 24 décembre 1999.
Komir meurt en juin 2000 d'une occlusion intestinale provoquée par l'ingestion d'une balle en mousse. Il est naturalisé et sa dépouille prend la route de Paris pour être exposée au Muséum national d'histoire naturelle. Pour le remplacer, le zoo reçoit Püppchen, une femelle de 480 kg en provenance du zoo de Vincennes qui meurt en 2008 du même mal que Komir.